# Heinrich Karl Brugsch
Heinrich Karl Brugsch o Brugsch-Pascià (Berlino, 18 febbraio 1827 – Charlottenburg, 9 settembre 1894) è stato un archeologo ed egittologo tedesco.
Collaborò con Auguste Mariette agli scavi di Menfi, in Egitto. Fu direttore della scuola di egittologia di Il Cairo, e scrisse numerose importanti opere come pioniere della decifrazione del demotico egizio, la scrittura semplificata dell'ultimo periodo egizio.

## Biografia
Figlio di un ufficiale della cavalleria prussiana, Heinrich Karl Brugsch nacque in una caserma di Berlino. Mostrò subito una grande attitudine per gli studi relativi all'antico Egitto, nei quali era quasi completamente autodidatta. All'età di 16 anni si dedicò con successo alla decifrazione del demotico, trascurato dopo la morte nel 1832 di Champollion. L'opera di Brugsch intitolata Scriptura Ægyptiorum Demotica (Berlino, 1848), contiene il risultato dei suoi studi, e fu pubblicata mentre era studente del ginnasio. A questo libro seguirono Numerorum Demoticorum Doctrina (1849) e Sammlung demotischer Urkunden (1850).
L'opera del 1848 lo portò all'attenzione di Alexander von Humboldt e del re prussiano Federico Guglielmo IV. Dopo il completamento dell'iter universitario, l'aiuto del re gli permise di completare gli studi tramite la visita ai musei stranieri di Parigi, Londra, Torino e Leida. Nel 1853 fu inviato in Egitto da governo prussiano, e fu qui che strinse amicizia con Mariette, la quale lo assistette nel suo lavoro. Dopo il ritorno a Berlino, nel 1854, fu nominato docente della Humboldt-Universität zu Berlin e, nel 1855, assistente dell'Ägyptisches Museum und Papyrussammlung di Berlino. Tornò in Egitto nel 1857.
Nel 1860 fu mandato in Persia in missione speciale, con il barone Minutoli. Attraversò il paese e, dopo la morte di Minutoli, diede le dimissioni da ambasciatore. Nel 1863 fondò una rivistadi egittologia, la Zeitschrift für Ägyptische Sprache und Altertumskunde. Nel 1864 fu console a Il Cairo, e nel 1868 professore dell'università Georg-August di Gottinga. Nel 1870 divenne direttore della scuola di egittologia, fondata a Il Cairo dal chedivè. Dopo poco fu innalzato al rango di bey (1873), per poi divenire pascià nel 1881. Perse questa carica nel 1879, per scelta dei controllori fiscali europei, decisi a tagliare tutti gli sprechi, e l'influenza francese gli impedì di succedere all'amico Mariette presso il Museo di antichità egiziane nel 1883. Gli anni seguenti abitò prevalentemente in Germania, fino alla morte avvenuta nel 1894, ma visitò frequentemente l'Egitto partecipando anche ad altre due missioni ufficiali persiane nel 1883 (con il principe Federico Carlo) e nel 1885. Organizzò una mostra egizia presso la Philadelphia Exposition nel 1876.

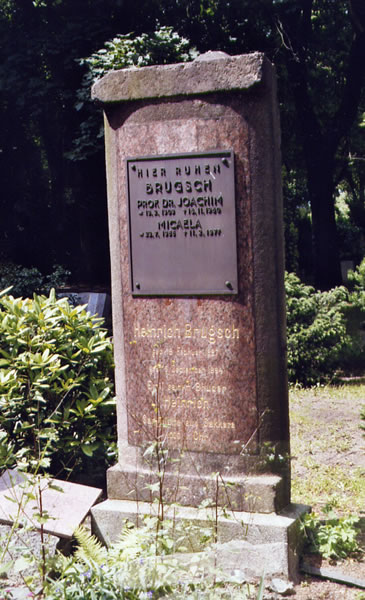
Lapide di Heinrich Karl Brugsch

Pubblicò la propria autobiografia nel 1894, concludendo con un panegirico sul dominio britannico dell'Egitto. I servizi resi da Brugsch all'egittologia sono molto importanti, in particolar modo per quanto riguarda la decifrazione del demotico e la scrittura di un vasto dizionario geroglifico-demotico (1867–1882).Suo fratello Émile Brugsch (scopritore tra l'altro del sarcofago di Ramses II e altri , fuori della Valle dei Templi) lo sostituì praticamente (dopo alcune vicende imbarazzanti di vendite di reperti museali) nella collaborazione con il grande studioso francese Auguste Mariette creatore del museo egizio del Cairo.
Fu sepolto a Berlino-Charlottenburg. Per la sua lapide è stato riutilizzato il coperchio di un antico sarcofago dell'Antico Regno.
Brugsch portò alcuni manoscritti biblici dal Sinai a Berlino (le minuscole 257, 653 e 654).
Il papiro Brugsch, noto anche come Grande Papiro di Berlino, conservato nel museo di Berlino (Pap. Berl. 3038), è un importante papiro medico egizio che prende da lui il nome dato che fu il primo a studiarlo.

## Opere
Tra le sue opere principali si ricordano:
- Reiseberichte aus Ägypten (1855)
- Grammaire démotique (Parigi, 1855)
- Monuments de l'Égypte (1857)
- Geographische Inschriften altägyptischer Denkmäler (Lipsia, 1857-60)
- Histoire d'Égypte (Lipsia, 1859)
- Recueil des monuments égyptiens (Leipzig, 1862-63)
- Reise der königlich preußischen Gesandtschaft nach Persien (1862-63)
- Hieroglyphisch-demotisches Wörterbuch (Lipsia, 1867-82)
- Hieroglyphische Grammatik (Lipsia, 1872)
- Dictionnaire géographique de l'ancienne Égypte (Lipsia, 1877-81)
- Thesaurus Inscriptionum Aegyptiacarum (Lipsia, 1883-91)
- Religion und Mythologie der Ägypter (Leipzig, 1887)
- Die Ägyptologie (1890)
- Aus dem Morgenlande: Altes und Neues (1893)
- Mein Leben und Wandern (1894)